# Гюлагач
Гюлагач (тур. Gülağaç, ранее Агачлы) — город и район в центральной части Турции, на территории провинции Аксарай.

## Географическое положение

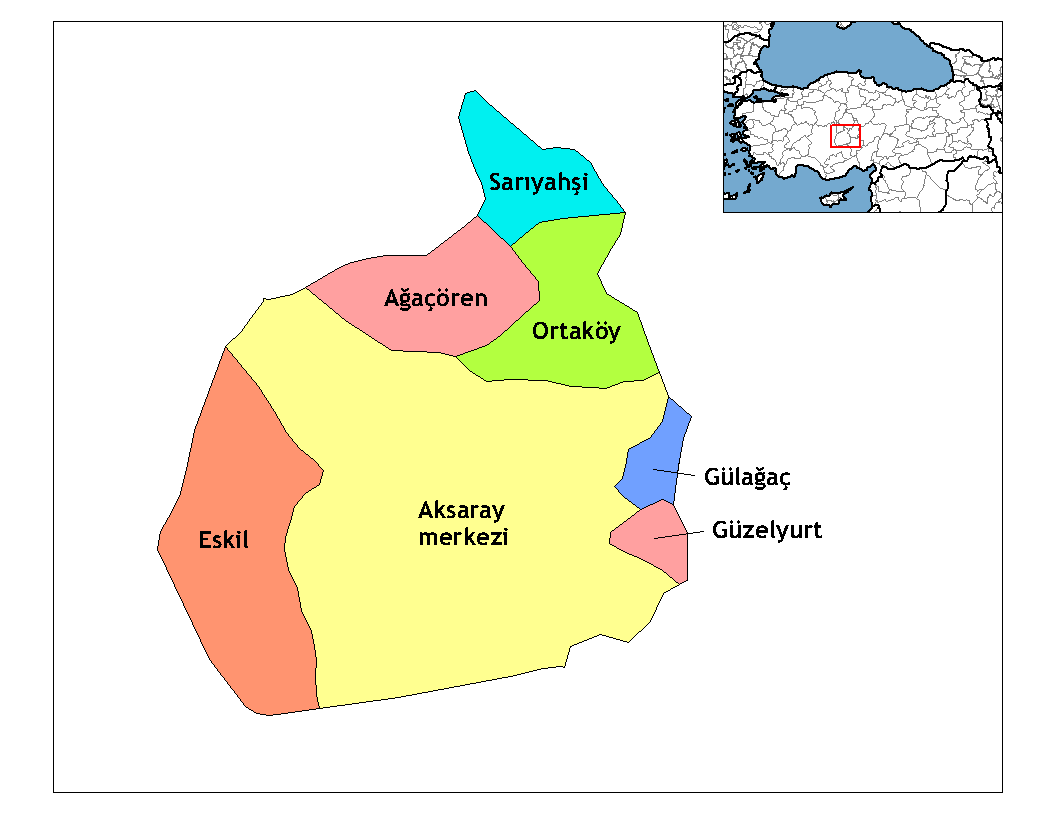
Район Гюлагач на административной карте ила Аксарай

Город расположен в восточной части ила, на расстоянии приблизительно 25 километров к востоку от города Аксарай, административного центра провинции, на высоте 1162 метров над уровнем моря.

Площадь района составляет 286 км².

## Население
По данным Института статистики Турции, численность населения Гюлагача в 2012 году составляла 4565 человек, из которых мужчины составляли 49,8 %, женщины — соответственно 50,2 %.
Динамика численности населения города по годам:
| 1990 | 1997 | 2000 | 2007 | 2012 |
| ---- | ---- | ---- | ---- | ---- |
| 4111 | 4549 | 4672 | 4993 | 4565 |

## Транспорт
Ближайший аэропорт расположен в городе Гюльшехир.